# Christoph Appler

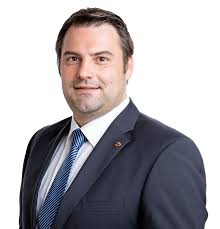
Christoph Appler (2022)

Christoph Johann Appler (* 4. Februar 1985 in Rum, Bezirk Innsbruck-Land) ist ein österreichischer Politiker (ÖVP). Seit Oktober 2022 ist er Abgeordneter zum Tiroler Landtag.

## Ausbildung und Beruf
Appler besuchte die Volksschule in Arzl und wechselte 1995 in die Technische Hauptschule Pembaur in Innsbruck. Im Anschluss besuchte er die Bundeshandelsakademie und Bundeshandelsschule in Imst, zudem auch die Landwirtschaftliche Fachschule. Nachdem er seinen Präsenzdienst beim Österreichischen Bundesheer absolviert hatte, war er als Jungbauer in einem Bio-Betrieb tätig. Im Alter von 22 Jahren gründete er seinen ersten Handelsbetrieb, im Alter von 30 Jahren folgte die Übernahme des elterlichen Betriebs.

## Politik
Seine politischen Anfänge machte Christoph Appler 2007 in Arzl, wo er seitdem Mitglied der Ortsparteileitung ist. Appler war von 25. Juni 2019 bis 3. November 2023 der Stadtparteiobmann der Innsbrucker Volkspartei und seit dem 24. Januar 2019 der Klubobmann des Gemeinderatsklubs der Innsbrucker Volkspartei. Von 27. Februar 2020 bis 16. Mai 2024 war er auch im Innsbrucker Gemeinderat vertreten und seit 2022 Abgeordneter zum Landtag.
Christoph Appler ist Ausschussmitglied der Volkspartei Arzl und Mitglied des Arzler Stadtteilausschusses. Er war auch Obmann der Jungbauern/Landjugend Arzl und Ausschussmitglied der Jungbauern-Gebietes Innsbruck. Zudem ist Appler Mitglied des Bauernbundes, Wirtschaftsbundes, der Jungen Volkspartei, der Tirolerinnen Volkspartei und der Arbeitnehmer in der Volkspartei.

## Privates
Christoph Appler ist Landwirt und Bio-Bauer.